# Владимировка (Раменский район)
Владимировка — деревня в Раменском муниципальном районе Московской области. Входит в состав сельского поселения Рыболовское. Население — 47 чел. (2010).

## География
Деревня Владимировка расположена в южной части Раменского района, примерно в 23 км к юго-востоку от города Раменское. Высота над уровнем моря 130 м. Рядом с деревней протекает река Отра. Ближайший населённый пункт — деревня Старниково.

## История
В 1926 году деревня являлась центром Владимировского сельсовета Ульяновской волости Бронницкого уезда Московской губернии.
С 1929 года — населённый пункт в составе Бронницкого района Коломенского округа Московской области. 3 июня 1959 года Бронницкий район был упразднён, деревня передана в Люберецкий район. С 1960 года в составе Раменского района.
До муниципальной реформы 2006 года деревня входила в состав Рыболовского сельского округа Раменского района.

## Население
| 1926 | 2002 | 2010 |
| ---- | ---- | ---- |
| 330  | ↘36  | ↗47  |

В 1926 году в деревне проживало 330 человек (150 мужчин, 180 женщин), насчитывалось 65 крестьянских хозяйств. По переписи 2002 года — 36 человек (16 мужчин, 20 женщин).